# Si Ma Cai (ville)
 (août 2025).
Si Ma Cai est la capitale du district de Si Ma Cai, province de Lao Cai, Vietnam.

## Géographie
La ville de Si Ma Cai est située au nord-est du district de Si Ma Cai, à 93 km de la ville de Lao Cai le long de la route nationale 70 et de la route provinciale 153. La ville est géographiquement située :
|                    | Frontière de la Chine   |                     |
| Commune de Nan San | Si Ma Cai (ville)       | Commune de San Chai |
|                    | Commune de Quan Ho Than |                     |

La ville de Si Ma Cai a une superficie de 15,01 km², la population en 2019 est de 5 652 personnes .

## Histoire
La zone de la ville de Si Ma Cai était autrefois deux communes de Si Ma Cai et Nan Cang dans le district de Bac Ha.